# Katona Zoltán
Katona Zoltán (Debrecen, 1955. december 9. –) magyar színész.

## Életpályája
Színészi pályája a debreceni Csokonai Színházban indult 1974-ben. 1977-től a győri Kisfaludy Színházhoz szerződött. 1980-tól a Népszínház társulatához tartozott. 1981-től alapító tagja volt a nyíregyházi Móricz Zsigmond Színház állandó társulatának. 1987-től ismét szülővárosa színházának tagja volt. 1993-tól szabadfoglalkozású színművész. 2001 és 2010 között a Budapesti Kamaraszínházban játszott.

## Fontosabb színházi szerepei
- William Shakespeare: Antonius és Kleopátra... Eros
- William Shakespeare: Vízkereszt vagy amit akartok... Curio
- William Shakespeare: A velencei kalmár... Rendőr
- William Shakespeare: Hamlet, dán királyfi...  Osrick
- Alekszandr Nyikolajevics Osztrovszkij: Hozomány nélküli menyasszony... Ilja
- Anton Pavlovics Csehov: Sirály... Medvegyenko
- Bohumil Hrabal: Őfelsége pincére voltam... pincér; utas; gyilkos; gestapós; börtönőr; fiú
- Bíró Lajos: Sárga liliom... Gróf Basaczy
- Heltai Jenő: A néma levente... Beppo
- Molnár Ferenc: Liliom... Orvos
- Molnár Ferenc: Doktor úr... Földrajztanár
- Illyés Gyula: A különc... Podmaniczky Frigyes
- Tamási Áron: Búbos vitéz... Citerás
- Hubay Miklós – Ránki György – Vas István: Egy szerelem három éjszakája... Katona
- Zilahy Lajos: A tábornok... Késmárki
- Dobsa Lajos: Vérmenyegző... Csete
- Sík Sándor: István király... Péter herceg
- Csukás István: Ágacska... Berci béka
- Szabó Tünde – Dobay András – Muszty Bea: Kvantum Fantum csapdája... Ede
- Várkonyi Mátyás – Miklós Tibor: Sztárcsinálók... Pál
- Dés László – Geszti Péter – Békés Pál a Dzsungel könyve... Ká
- Vajda Katalin: Legyetek jók, ha tudtok... Elia (szabómester)
- Dale Wasserman: La Mancha lovagja... Anselmo
- John Kander – Fred Ebb: A pókasszony csókja... Rab
- Cole Porter: Csókolj meg Katám (Kiss Me Kate)... Harrison Hower (szenátor)
- Ken Kesey – Dale Wasserman: Kakukkfészek... Martini
- Thomas Kyd: Spanyol tragédia... Portugál követ
- Kálmán Imre: Marica grófnő... Liebenberg István

## Filmek, tv
- Búbos vitéz (színházi előadás tv-felvétele, 1983)
- Isten teremtményei (1986)
- Öregberény (1994)
- Szomszédok (1993–1996)
- Nyócker! (2004)